# Lars Heikensten
 (octobre 2016).
Si vous disposez d'ouvrages ou d'articles de référence ou si vous connaissez des sites web de qualité traitant du thème abordé ici, merci de compléter l'article en donnant les références utiles à sa vérifiabilité et en les liant à la section « Notes et références ».
Lars Johan Heikensten, né le 13 septembre 1950 à Stockholm, est un économiste suédois, ancien gouverneur de la Banque centrale suédoise et docteur en économie.

## Biographie

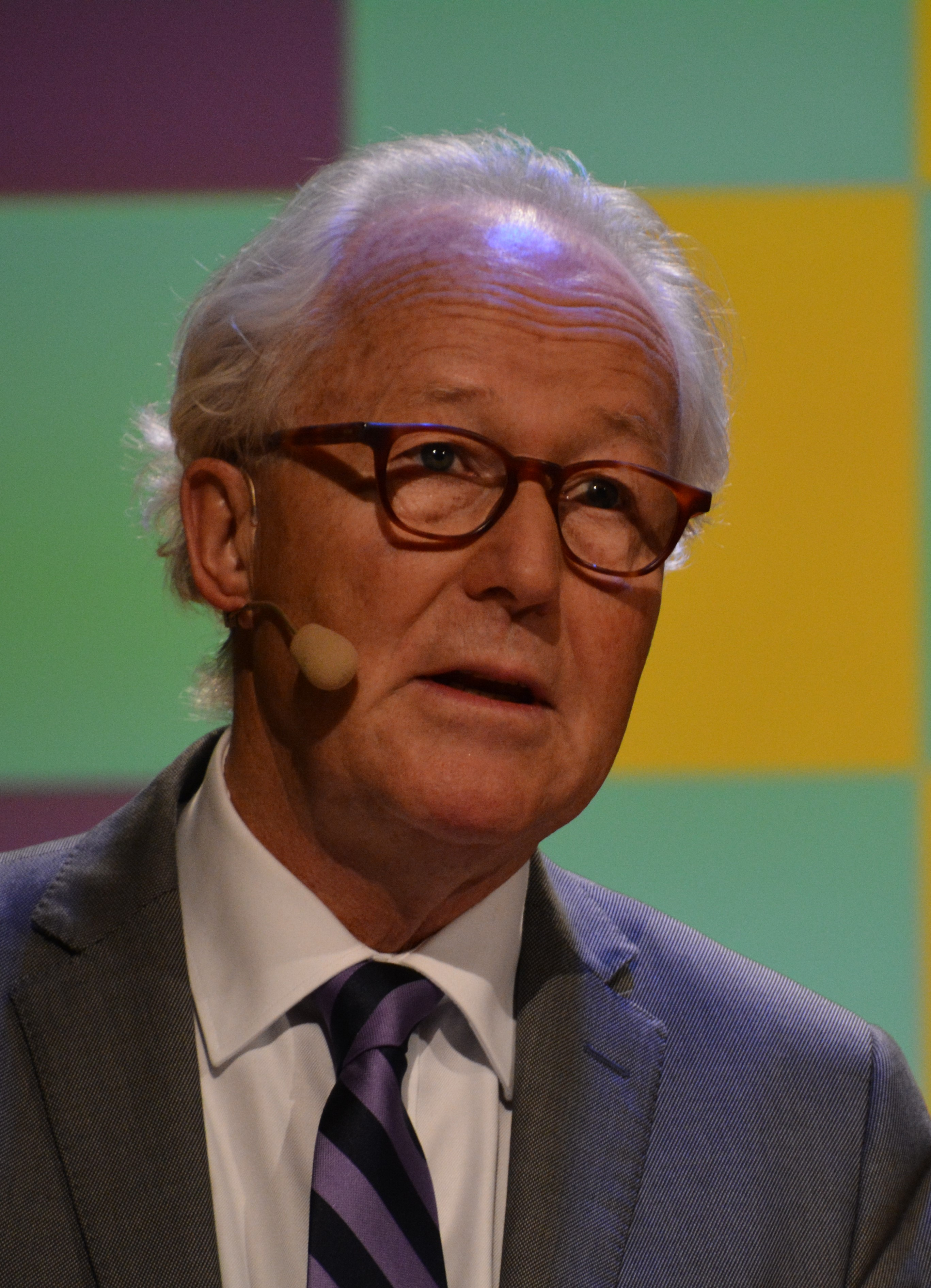
Lars Heikensten

Lars Heikensten obtient son diplôme de l'enseignement secondaire à Bromma en 1970 et passe un an à la Marion High School, Iowa, aux États-Unis, dans le cadre d'une bourse d'études internationale AFS. Diplômé en économie en 1974, il obtient son doctorat dans ce même domaine en 1984 à l'École d'économie de Stockholm, où il travaille également en qualité de professeur et de chercheur dans les domaines de la croissance, de l'économie du marché du travail et de l'économie du développement.
En 1984, Lars Heikensten est économiste en chef au Comptoir suédois de la dette publique. À partir de 1985, il est directeur puis directeur général et chef du service Affaires économiques au ministère suédois des Finances. Pendant cette période, il est notamment chargé des rapports gouvernementaux constituant des enquêtes à long terme sur l'économie suédoise. Vers 1990, il se fait connaître du grand public en prônant la nécessité de réformer le système des dépenses publiques. De 1992 à 1995, Lars Heikensten occupe le poste d'économiste en chef à la Handelsbanken (banque commerciale nationale suédoise) et est membre du groupe exécutif de Capital Markets, la banque d'investissement de Handelsbanken.
À l'automne 1995, Lars Heikensten devient vice-gouverneur de la Banque centrale suédoise (Riksbank), où il est chargé en particulier de la politique monétaire. Il conserve son poste quand, en 1999, la Riksbank devient indépendante et qu'un conseil d'administration est créé. Il succède à M. Urban Bäckström en tant que gouverneur de la Riksbank en 2003. Au cours des dix années que M. Heikensten passe à la Riksbank- de 1995 à 2005 - de profonds changements surviennent: la politique concernant les objectifs en matière d'inflation est mise en œuvre et les taux d'intérêt chutent de manière significative (le taux de repo passe de 8,91 à 1,5 %). Au même moment, la Riksbank devient l'une des banques centrales les plus transparentes au monde. Aussi, les effectifs sont sensiblement réduits (de plus de 900 à environ 400 employés). M. Heikensten quitte la banque en 2006 pour devenir le Membre suédois de la Cour des comptes européenne, l'institution de contrôle externe de l'UE, au Luxembourg.
Lars Heikensten a assumé de nombreuses fonctions internationales, telles que membre du Comité monétaire de l'UE, du conseil général de la Banque centrale européenne (BCE) et du conseil d'administration de la Banque des règlements internationaux (BRI), ou encore gouverneur suédois du Fonds monétaire international. Il a également exercé différents mandats au sein de plusieurs sociétés, départements universitaires, groupes de réflexion et agences gouvernementales. Il a par ailleurs rédigé plusieurs ouvrages et de nombreux articles dans des revues professionnelles et a activement contribué au débat sur la politique économique en Suède et en Europe. Depuis 2007, il préside le groupe d'experts suédois sur l'économie publique (ESO).
Lars Heikensten est membre de l'Académie royale suédoise des sciences de l'ingénierie depuis 2001 ; il a été nommé docteur honoris causa en économie à la Umeå School of Business en 2005 et s'est vu décerner la médaille du Roi de Suède (Konungens medalj) au plus haut grade.